# Víctor Villanueva
Víctor Villanueva Valencia (Arequipa, 2 de enero de 1903 - Lima, 15 de marzo de 1990) fue un militar, periodista y escritor peruano. Afiliado al partido aprista, participó en la fallida revolución aprista del Callao de 3 de octubre de 1948. Apresado y desterrado, regresó al Perú en 1956, y se dedicó a escribir obras sobre el militarismo peruano y la evolución ideológica del aprismo. 

## Biografía
Hijo de Noé Villanueva y María Valencia. Estudió en el Colegio Nacional de la Independencia Americana y luego ingresó a la Escuela Militar de Chorrillos, de la que egresó en 1925 como alférez de caballería. Cursó también un ciclo en la Escuela Superior de Guerra, y fue diplomado como oficial de Estado Mayor en 1933.
Formó parte de la Comisión Mixta Peruano-Ecuatoriana encargada de los trabajos topográficos en la zona fronteriza del río Zarumilla en 1936. Años después, viajó a los Estados Unidos, integrando una comisión encargada de negociar adquisiciones para el ejército, entre 1946 y 1947.
En 1948 se retiró del servicio militar, descontento con la demora de su ascenso (era ya sargento mayor). Se vinculó con el partido aprista, que por entonces hacía una tenaz oposición al gobierno de José Luis Bustamante y Rivero. Participó en la revolución aprista del Callao de 3 de octubre de 1948, que fracasó debido a que Haya de la Torre y otros líderes del aprismo se distanciaron de ella. Fue apresado y desterrado, y no regresó al Perú sino hasta el fin del Ochenio de Manuel Odría.
Desde entonces volcó su actividad hacia el periodismo y la investigación histórica. Escribió libros sobre militarismo en el Perú y sobre la trayectoria política e ideológica del aprismo, basándose en su propia experiencia personal de los años en los que militó en el partido del pueblo.

## Publicaciones
Publicó los siguientes libros:
- 1954: La tragedia de un pueblo y de un partido. Sobre la revolución aprista de 1948, de la que el autor fue protagonista. Ha tenido sucesivas reediciones.
- 1962: El militarismo en el Perú.
- 1963: Un año bajo el sable
- 1964: Manual del conspirador.
- 1967: Hugo Blanco y la rebelión campesina.
- 1969: ¿Nueva mentalidad militar en el Perú?.
- 1972: 100 años del ejército peruano. Frustraciones y cambios.
- 1972: El CAEM y la revolución de la fuerza armada.
- 1973: Del caudillaje anárquico al militarismo reformista.
- 1975: El Apra en busca del poder.
- 1977: Así cayó Leguía.
- 1978: La ideología pequeño-burguesa del Apra.
- 1978: 300 documentos para la historia del Apra: conspiraciones apristas de 1935 a 1939. En colaboración con Thomas Davies Jr.
- 1982: Secretos electorales del Apra: correspondencia y documentos de 1939. En colaboración con Thomas Davies Jr.
- 2013: La mina y otros relatos. Publicada póstumamente, es una colección de cuentos recopilados por sus herederos, siendo su única obra de narrativa literaria.[5][4]